# Демби (Любуське воєводство)
Демби (пол. Dęby, нім. Daube) — село в Польщі, у гміні Бобровиці Кросненського повіту Любуського воєводства.
Населення — 89 осіб (2011).
У 1975-1998 роках село належало до Зеленогурського воєводства.

## Демографія
Демографічна структура станом на 31 березня 2011 року:
|          | Загалом | Допрацездатний вік | Працездатний вік | Постпрацездатний вік |
| -------- | ------- | ------------------ | ---------------- | -------------------- |
| Чоловіки | 43      | 17                 | 25               | 1                    |
| Жінки    | 46      | 14                 | 27               | 5                    |
| Разом    | 89      | 31                 | 52               | 6                    |